# Miejski Zakład Komunikacji w Ostrowcu Świętokrzyskim
Miejski Zakład Komunikacji Sp. z o.o. w Ostrowcu Świętokrzyskim – spółka miejska zajmująca się obsługą
transportu zbiorowego w Ostrowcu Świętokrzyskim oraz jego okolicach.

## Historia
Pierwsze próbne jazdy autobusów po ulicach miasta miały miejsce 19 marca 1956 roku a już od 1 kwietnia tegoż roku rozpoczęło się regularne kursowanie 4 linii autobusowych, które wówczas podporządkowano Miejskiemu Przedsiębiorstwu Gospodarki Komunalnej w Ostrowcu Św. 1 stycznia 1961 roku wydzielono ze struktur MPGK samodzielną jednostkę pod nazwą Miejskie Przedsiębiorstwo Komunikacyjne w Ostrowcu Św., której siedziba mieściła się przy ul. Bałtowskiej (obecnie ul. Wardyńskiego). Jako że ówczesna zajezdnia nie spełniała podstawowych standardów, postanowiono o budowie nowej zajezdni pomiędzy ulicami Iłżecką i Siennieńską, w pobliżu nieistniejącej już rzeźni, przy ulicy, która wtedy stanowiła przedłużenie ul. Kopernika (obecnie Aleja Jana Pawła II).
Do 1 lipca 2019 spółka nosiła nazwę Miejskie Przedsiębiorstwo Komunikacji Sp.zo.o. w Ostrowcu Świętokrzyskim. W roku 2021 Ostrowiec Świętokrzyski podpisał porozumienia międzygminne o świadczeniu transportu publicznego na terenie gminy Kunów i Ćmielów. Na mocy porozumień utworzono linie 12 i 13 na terenie gminy Kunów oraz na terenie gminy Ćmielów stworzono wariant linii nr 2 do samegmo miasta Ćmielów. W 2022 roku ukończono projekt Ekologiczny Transport Miejski, do miasta dostarczono 23 nowe autobusy, wyprodukowane fabrycznie dla Ostrowca Świętokrzyskiego. Wybudowano także nową bazę MZK przy ulicy Jana Samsonowicza 3. 

### Historyczny zarząd spółki
- Marianna Bednarska – p.o. Prezesa Zarządu (27.11.2013r. – 30.06.2015r.)
- Magdalena Kołeczek – Prezes Zarządu (31.12.2010r. – 26.11.2013r.)

Marianna Bednarska – Członek Zarządu (01.02.2012r – 26.11.2013r.)
- Janusz Tomasik – Prezes Zarządu (01.05.2007r. – 30.12.2010r.)

Jarosław Dębicki – Wiceprezes ds. technicznych (01.05.2007r. – 30.12.2010r.)
- Eugeniusz Dreger – Prezes Zarządu (23.11.2001r. – 27.04.2007r.)

Jarosław Dębicki – Wiceprezes ds. technicznych (24.11.2001r. – 30.04.2007r.)
- Krzysztof Musiał – Prezes Zarządu (03.06.1997r. – 23.11.2001r.)

Marianna Bednarska – Wiceprezes ds. ekonomicznych (01.09.1999r. – 23.11.2001r.)
Jarosław Dębicki – Wiceprezes ds. technicznych (01.09.1999r. – 23.11.2001r.)

## Linie[1]
| Numer linii | Trasa |
| ----------- | --- |
| 0           | Denków Rynek – Samsonowicza – 11 Listopada – Aleja Jana Pawła II – Radwana – Polna – Sienkiewicza – Żeromskiego – Kolejowa – Dworzec PKP |
| 1           | Kolonia Robotnicza Działki – Długa – Szymanowskiego – Dąbrowskiej – Piaski – Sienkiewicza – Mickiewicza – Iłżecka – Jana Pawła II – Chrzanowskiego – Polna – Iłżecka – Rynek – Aleja 3 Maja – Rondo im. Republiki Ostrowieckiej – Świętokrzyska/Pętla – Żeromskiego/Paulinów                                          |
| 2           | Prusa – Konopnickiej – Waryńskiego – Iłżecka – Rynek – Aleja 3 Maja – Sandomierska – Zygmuntówka - (Goździelin - Bodzechów - Grójec - Brzóstowa - Ćmielów os. Kochanowskiego) |
| 3           | Ogrodowa – Sikorskiego – 11 Listopada – Chrzanowskiego – Polna – Iłżecka – Waryńskiego – Sienkiewicza – Mickiewicza – Zagłoby – Żeromskiego – Zagłoby – Żabia – Aleja 3 Maja – Okólna – Denkowska – Radwana – Chrzanowskiego – 11 Listopada – Sikorskiego – Ogrodowa                                                  |
| 4           | Zajezdnia MPK – Jana Pawła II – Siennieńska – Armii Krajowej – Iłżecka – Prusa - Grabowiecka – Graniczna – Długa – Dąbrowskiej – Piaski – Sienkiewicza – Żeromskiego – Świętokrzyska – Traugutta – Aleja 3 Maja – Okólna – Radwana – Polna – Chrzanowskiego – 11 Listopada – Samsonowicza – Hedy ps. Szary/Huta Celsa |
| 5           | Ogrodowa – Sikorskiego – Hubalczyków – Bałtowska – Jana Pawła II – Iłżecka – Rynek – Aleja 3 Maja – Rondo im. Republiki Ostrowickiej – Świętokrzyska/Pętla - (Dworzec PKP) |
| 6           | Kolonia Robotnicza – Długa – Dąbrowskiej – Piaski – Sienkiewicza – Starokunowska – Aleja 3 Maja – Rondo im. Republiki Ostrowickiej – Trugutta – Langiewicza – Szewna (Cmentarz) |
| 7           | Prusa – Iłżecka – Armii Krajowej – Siennieńska – Aleja Jana Pawła II – Chrzanowskiego – Polna – Iłżecka – Rynek – Kilińskiego – Podstawie – Denków Rynek – Rudzka |
| 8           | Miodowa – Siennieńska – Aleja Jana Pawła II – Iłżecka – Polna – Sienkiewicza – Mickiewicza – Żabia – Aleja 3 Maja – Okólna – Denkowska – Radwana – Polna – Iłżecka – Aleja Jana Pawła II – Siennieńska – Miodowa |
| 9           | Szymanowskiego/Szpital – Długa – Dąbrowskiej – Piaski – Sienkiewicza – Mickiewicza – Żabia – Aleja 3 Maja – Okólna – Radwana – Polna – Chrzanowskiego – Aleja Jana Pawła II – Bałtowska – Przemysłowa - Kąty Denkowskie                                                                                               |
| 10          | Kolonia Robotnicza Działki – Długa – Dąbrowskiej – Piaski – Sienkiewicza – Mickiewicza – Iłżecka – Aleja Jana Pawła II – 11 Listopada – Samsonowicza – Hedy ps. Szary/Huta Celsa |
| 11          | Szymanowskiego/Pętla – Dąbrowskiej – Piaski – Sienkiewicza – Mickiewicza – Iłżecka – Armii Krajowej – Siennieńska > Aleja Jana Pawła II – Chrzanowskiego – Ostrowiecka – Samsonowicza – Aleja 25-lecia Wolności – Mostowa – Samsonowicza – Rudzka                                                                     |
| 12          | Doły Biskupie - Nietulisko Duże - Nietulisko Małe - Kunów - Rudka - Boksycka (łącznik) - Długa - Dąbrowskiej - Piaski - Sienkiewicza - Starokunowska - Aleja 3 Maja - Rondo im. Republiki Ostrowieckiej - Świętokrzyska/Pętla                                                                                         |
| 13          | Bukowie - Małe Jodło - Chocimów - Kunów - Janik - Wymysłów - Boksycka - Długa - Dąbrowskiej - Piaski - Sienkiewicza - Starokunowska - Aleja 3 Maja - Rondo im. Republiki Ostrowieckiej - Świętokrzyska/Pętla |

## Tabor[2]
| Model autobusu                                       | Rozpoczęcie eksploatacji                             | Numer taborowy                                       | Wyposażenie                                                                  | Liczba |
| ---------------------------------------------------- | ---------------------------------------------------- | ---------------------------------------------------- | ---------------------------------------------------------------------------- | ------ |
| Yutong E9                                            | 2024                                                 | 41, 42, 43, 44, 45, 46, 47, 48, 49,                  |                                                                              | 9      |
| Jelcz M121I/4                                        | 2020                                                 | 302, 305, 308, 310,                                  | przewóz osób na wózkach                                                      | 11     |
| MAN NM223                                            | 2013                                                 | 132                                                  | przewóz osób na wózkach · klimatyzacja przestrzeni pasażerskiej              | 1      |
| MAN Lion's City 12 EfficientHybrid                   | 2022                                                 | 11, 12, 13, 14, 15, 16, 17, 18, 19,                  | przewóz osób na wózkach · klimatyzacja przestrzeni pasażerskiej · monitoring | 9      |
| MAN Lion's City 12 Electric                          | 2022                                                 | 21, 22, 23, 24, 25, 26, 27, 28,                      | przewóz osób na wózkach · klimatyzacja przestrzeni pasażerskiej · monitoring | 8      |
| Solaris Urbino IV 12 Hybrid                          | 2022                                                 | 31, 32, 33, 34, 35, 36,                              | przewóz osób na wózkach · klimatyzacja przestrzeni pasażerskiej · monitoring | 6      |
| Wszystkie pojazdy                                    | Wszystkie pojazdy                                    | Wszystkie pojazdy                                    | Wszystkie pojazdy                                                            | 45     |
| Udział autobusów niskopodłogowych i niskowejściowych | Udział autobusów niskopodłogowych i niskowejściowych | Udział autobusów niskopodłogowych i niskowejściowych | Udział autobusów niskopodłogowych i niskowejściowych                         | 100%   |